# Viktor von Bauer
Viktor Arnold Jakob von Bauer (* 16. April 1847 in Brünn; † 30. September 1911 in Breitenstein) war Großgrundbesitzer, Zuckerindustrieller, Finanzier sowie Mitglied der Mährischen Landesversammlung während der Habsburger Monarchie.

## Biografie
Viktor Arnold Jakob Bauer war der Sohn von Moritz Bauer und Mathilde Ernestine Rittler. Er besuchte das deutsche Gymnasium und studierte an der Technischen Hochschule von Brünn sowie an der Universität Leipzig. Ab 1870 begann er nach und nach in den väterlichen Unternehmen und Zuckerfabriken zu arbeiten und übernahm Finanzgeschäfte. Er beteiligte sich auch an der Geschäftsführung der Brünner Eisenbahngesellschaft, deren Präsident er war. Nach dem Erwerb der Güter Sponau und Kunewald wurde er 1896 von der Kurie der Großgrundbesitzer in den Mährischen Landtag gewählt. Er war Träger des Komturkreuzes des Franz-Joseph-Ordens. Nach 1906 investierte er in die Aktiengesellschaft der Zuckerfabrik von Rohrbach bei Brünn, wo er Präsident wurde. Er war auch Vorstand der Mährischen Eskompte Bank und des Brünner Lokalbahnvereins sowie Aufsichtsrat der ersten mährischen Sparkasse mit Sitz in Brünn. Nach seinem Tod 1911 in Breitenstein wurde er im Familiengrab auf dem Zentralfriedhof in Brünn beigesetzt. Der Schöpfer des Grabmals war Johann Eduard Tomola, ein bedeutender Konkurrent von Adolf Loos sen., dem Vater des berühmten Architekten Adolf Loos. Das Denkmal ist nicht in seiner ursprünglichen Form erhalten und seine Elemente sind Teil eines anderen Grabmals.
1875 heiratete er in Brünn die Tochter Marietta Johanna des Historikers Peter von Chlumecký (* 21. November 1856 in Brünn; † 1. Juni 1911 ebenda). Seine Söhne waren: Victor Bauer, Moritz Bauer und Peter Bauer.

## Landwirtschaft und Großgrundbesitz
Im Jahr 1884 kaufte er vom Grafen Philipp Kinsky das Gut Sponau in der Region Neutitschein mit einer Fläche von 800 ha und baute es zu einem modernen landwirtschaftlichen Betrieb um. Im Jahr 1895 kaufte er den Gutsbesitz Kunewald bei Neutitschein, der eine Fläche von 884 ha hatte, von Josef Friedrich Fürstenberg.

## Ehrungen
- Komturkreuz des Franz-Joseph-Ordens (1910)